# Macrobunus backhauseni
Macrobunus backhauseni là một loài nhện trong họ Amaurobiidae.
Loài này thuộc chi Macrobunus. Macrobunus backhauseni được Eugène Simon miêu tả năm 1896.